# Humanz
Humanz é o quinto álbum de estúdio da banda virtual britânica Gorillaz, lançado em 28 de abril de 2017.
Anunciado como o projeto de retorno do grupo e o primeiro trabalho inédito desde The Fall (2011), foi gravado nas cidades de Londres, Paris, Nova Iorque e Chicago, além de sessões na Jamaica. A produção é da própria banda em parceria com The Twilite Tone e Remi Kabaka.

## Antecedentes e gravação
Após o lançamento do álbum The Fall no Natal de 2010, começaram a circular rumores na internet de que os criadores do Gorillaz, Damon Albarn e Jamie Hewlett, haviam desistido de levar o projeto adiante, e que isso levou à separação da banda; posteriormente, as pessoas relataram que isso era verdade. Representantes da banda negaram os rumores em um comunicado à Pitchfork. A banda lançou um single com James Murphy e André 3000 encomendado pela Converse, intitulado "DoYaThing", em 23 de fevereiro de 2012. Em abril de 2012, em entrevista ao The Guardian, Albarn afirmou que era "improvável" lançar novas músicas com o Gorillaz, citando a insatisfação de Hewlett por sua animação ter se tornado menos importante para a banda e suas apresentações. Em junho de 2013, Hewlett disse que "acredita que há um futuro para o Gorillaz. Mas o Gorillaz é uma coisa complicada e cara de se produzir. Então, acho que precisamos esperar um pouco para ver o que acontece porque geralmente na indústria da música tudo muda".
Em 25 de abril de 2014, Albarn lançou seu álbum solo, Everyday Robots. Hewlett revelou que ele e Albarn decidiram reviver o Gorillaz depois que Albarn fez um show, afirmando: "... estávamos em uma festa depois. Bebemos um pouco e ele disse: 'Você quer fazer outro álbum?' E eu disse: 'E você?' e ele disse: 'E você?' E eu disse: 'Sim, claro.' Comecei a trabalhar nisso imediatamente, aprendendo a desenhar os personagens novamente. Eu me virei sozinho por oito meses enquanto ele se apresentava com o Blur em 2015". Em outubro de 2014, foi dito que Albarn estava "no processo de reativar o Gorillaz para um lançamento em 2016". Em uma postagem no Instagram em 30 de janeiro de 2015, Hewlett postou novos desenhos dos membros fictícios Murdoc e Noodle. Ele também respondeu à pergunta de um fã, afirmando: "Sim, Gorillaz retornará". A banda de Albarn, Blur, lançou seu oitavo álbum de estúdio, The Magic Whip, em 27 de abril de 2015. Antes da turnê do Blur em apoio ao The Magic Whip, Albarn disse: "Estou começando a gravar em setembro um novo álbum do Gorillaz". Em 19 de janeiro de 2017, Gorillaz lançou a primeira faixa do álbum, "Hallelujah Money" com Benjamin Clementine, acompanhada por um videoclipe como single não comercial no canal da Uproxx no YouTube.
Antes da gravação em estúdio, Albarn fez uso de aplicativos para iPad, como o GarageBand, para criar a estrutura de cada música. Albarn já havia utilizado seu iPad como uma estação de trabalho de áudio para The Fall, divulgando sua conveniência em relação ao gravador de 4 pistas que ele havia usado anteriormente para a produção musical preliminar.
Para guiar os colaboradores para o cenário de "fantasia sombria" que Albarn imaginou para Humanz, Albarn instruiu os artistas convidados a imaginar um futuro no qual Donald Trump tivesse vencido a eleição presidencial de 2016 nos EUA. Como a gravação de Humanz começou bem antes de Trump ter garantido a nomeação presidencial republicana, muito menos a presidência, a possibilidade de uma presidência de Trump ainda era considerada remota por muitos; o colaborador Pusha T (que registrou sua contribuição no início de 2016) comentou mais tarde sobre a previsão inadvertida de Albarn, dizendo: "Escrevi da perspectiva deste dia, estava escrevendo da perspectiva de uma vitória do Trump. Quando isso realmente aconteceu, pensei "Espere um minuto, que tipo de bola de cristal esse cara tinha? Por que você está me pedindo para pensar assim?" Eu não acho que ele pensou que [Trump] iria ganhar, eu não vou tão longe, mas ele definitivamente conceituou tudo isso".
Em abril de 2016, Hewlett carregou dois videoclipes em seu Instagram mostrando a continuação do trabalho no álbum. O primeiro clipe apresentou Liam Bailey e The Twilite Tone. O segundo clipe foi um vídeo de lapso de tempo com Albarn, Remi Kabaka Jr, Twilite Tone e Jean-Michel Jarre. Em 17 de maio de 2016, o Gorillaz esteve no estúdio com o artista de hip hop de Chicago Vic Mensa, embora as contribuições de Bailey e Mensa tenham ficado de fora do álbum finalizado.
Em uma entrevista à revista Q, Albarn revelou que estendeu a mão para colaborar com vários artistas diferentes, muitos dos quais o recusaram, incluindo o músico inglês Morrissey, Dionne Warwick - que não estava disposta a colaborar, pois algumas letras do álbum conflitavam com suas opiniões religiosas, a cantora Sade e o rapper americano Rick Ross. Albarn também revelou em uma entrevista ao Song Exploder que a faixa "Andromeda" apresentava um papel mais proeminente para o rapper DRAM e em um ponto, contou com contribuições de Rag'n'Bone Man (que acabou sendo descartada) e com a cantora e compositora francesa Christine and the Queens, que também não teve sucesso. O grupo também chegou a gravar com Erykah Badu, com quem Albarn já havia trabalhado em seu projeto Rocket Juice & the Moon.
Em uma entrevista à Sound on Sound, o engenheiro de gravação Stephen Sedgwick e o produtor executivo The Twilite Tone revelaram mais algumas das histórias por trás das canções do álbum. Como a música "Strobelite", que veio de um padrão inicial de bateria feito por Albarn em um relógio de bateria eletrônica SEIKO. Enquanto o padrão de bateria era gravado, a equipe de produção travava uma conversa, que acabou sendo gravada e mantida na faixa final. A faixa "Carnival", com Anthony Hamilton, originou-se das experiências de Albarn ao visitar um carnaval em Trinidad e Tobago, que inspirou Hamilton em suas letras e performance vocal, enquanto a canção e o título "Sex Murder Party" vieram de uma manchete de jornal que Twilite Tone e Albarn leram, o que levou à criação da música.

## Recepção
| Críticas profissionais | Críticas profissionais |
| Pontuações agregadas   | Pontuações agregadas   |
| Fonte                  | Avaliação              |
| ---------------------- | ---------------------- |
| Metacritic             | 77/100                 |
| Avaliações da crítica  |                        |
| Fonte                  | Avaliação              |
| AllMusic               | [ 20 ]                 |
| The A.V. Club          | B                      |
| The Daily Telegraph    | [ 22 ]                 |
| The Guardian           | [ 23 ]                 |
| The Independent        | [ 24 ]                 |
| NME                    | [ 25 ]                 |
| Pitchfork Media        | (6.9/10)               |
| Q                      | [ 27 ]                 |
| Rolling Stone          | [ 28 ]                 |
| Uncut                  | (7/10)                 |

Recebeu críticas geralmente positivas. Ana Patrícia Silva, da Blitz, atribuiu ao álbum três de cinco estrelas, afirmando que Humanz possui "muito boa gente, mas gente a mais, canções a mais e ideias a mais" e que "o resultado é o melhor e o pior do desassossego de Damon Albarn". Escrevendo para a Exclaim!, Cam Lindsay postulou que apesar do álbum carecer de "jingles amigáveis à Apple", ele "compensa com temas políticos palatáveis abrangentes e sequências que dão a sensação descontroladamente divertida de um show de circo."
O álbum figurou na lista da NME dos "Álbuns do Ano de 2017", ficando em 18º lugar.

## Faixas
| Versão padrão |                                                         |         |  |
| N.º           | Título                                                  | Duração |  |
| 1.            | "Intro: I Switched My Robot Off"                        | 0:24    |  |
| 2.            | "Ascension" (part. Vince Staples)                       | 2:36    |  |
| 3.            | "Strobelite" (part. Peven Everett)                      | 4:33    |  |
| 4.            | "Saturnz Barz" (part. Popcaan)                          | 3:02    |  |
| 5.            | "Momentz" (part. De La Soul)                            | 3:17    |  |
| 6.            | "Interlude: The Non-Conformist Oath"                    | 0:22    |  |
| 7.            | "Submission" (part. Danny Brown e Kelela)               | 3:22    |  |
| 8.            | "Charger" (part. Grace Jones)                           | 3:34    |  |
| 9.            | "Interlude: Elevator Going Up"                          | 0:05    |  |
| 10.           | "Andromeda" (part. D.R.A.M.)                            | 3:18    |  |
| 11.           | "Busted and Blue"                                       | 4:37    |  |
| 12.           | "Interlude: Talk Radio"                                 | 0:20    |  |
| 13.           | "Carnival" (part. Anthony Hamilton)                     | 2:16    |  |
| 14.           | "Let Me Out" (part. Mavis Staples e Pusha T)            | 2:56    |  |
| 15.           | "Interlude: Penthouse"                                  | 0:12    |  |
| 16.           | "Sex Murder Party" (part. Jamie Principle e Zebra Katz) | 4:19    |  |
| 17.           | "She's My Collar" (part. Kali Uchis)                    | 3:30    |  |
| 18.           | "Interlude: The Elephant"                               | 0:12    |  |
| 19.           | "Hallelujah Money" (part. Benjamin Clementine)          | 4:23    |  |
| 20.           | "We Got the Power" (part. Jehnny Beth)                  | 2:19    |  |

| Edição de luxo |                                                               |         |  |
| N.º            | Título                                                        | Duração |  |
| 21.            | "Interlude: New World"                                        | 1:22    |  |
| 22.            | "The Apprentice" (part. Rag'n'Bone Man, Zebra Katz e Ray BLK) | 3:55    |  |
| 23.            | "Halfway to the Halfway House" (part. Peven Everett)          | 3:57    |  |
| 24.            | "Out of Body" (part. Kilo Kish, Zebra Katz e Imani Vonshà)    | 3:44    |  |
| 25.            | "Ticker Tape" (part. Carly Simon e Kali Uchis)                | 4:29    |  |
| 26.            | "Circle of Friendz" (part. Brandon Markell Holmes)            | 2:09    |  |

| Edição super deluxe |                                                         |         |  |
| N.º                 | Título                                                  | Duração |  |
| 1.                  | "Intro: I Switched My Robot Off"                        | 0:24    |  |
| 2.                  | "Ascension" (part. Vince Staples)                       | 2:36    |  |
| 3.                  | "Long Beach"                                            | 3:23    |  |
| 4.                  | "Strobelite" (part. Peven Everett)                      | 4:32    |  |
| 5.                  | "Colombians"                                            | 3:57    |  |
| 6.                  | "Saturnz Barz"                                          | 3:01    |  |
| 7.                  | "Duetz"                                                 | 2:43    |  |
| 8.                  | "Momentz" (part. De La Soul)                            | 3:16    |  |
| 9.                  | "Midnite Float" (part. Azekel)                          | 3:58    |  |
| 10.                 | "Interlude: The Non-Conformist Oath"                    | 0:21    |  |
| 11.                 | "Submission" (part. Danny Brown e Kelela)               | 3:21    |  |
| 12.                 | "Grilling with His Face"                                | 2:14    |  |
| 13.                 | "Charger" (part. Grace Jones)                           | 3:33    |  |
| 14.                 | "Charger" (Versão alternativa, part. Pauline Black)     | 2:57    |  |
| 15.                 | "Interlude: Elevator Going Up"                          | 0:04    |  |
| 16.                 | "Andromeda" (part. DRAM)                                | 3:17    |  |
| 17.                 | "Andromeda" (DRAM Special)                              | 3:59    |  |
| 18.                 | "Busted and Blue"                                       | 4:37    |  |
| 19.                 | "Busted and Blue" (Faia Younan Special)                 | 3:41    |  |
| 20.                 | "Interlude: Talk Radio"                                 | 0:19    |  |
| 21.                 | "Carnival" (part. Anthony Hamilton)                     | 2:15    |  |
| 22.                 | "Carnival" (2D Special, part. Anthony Hamilton)         | 3:49    |  |
| 23.                 | "Let Me Out" (part. Mavis Staples e Pusha T)            | 2:55    |  |
| 24.                 | "Five Whales in a Dream"                                | 2:37    |  |
| 25.                 | "Interlude: Penthouse"                                  | 0:11    |  |
| 26.                 | "Sex Murder Party" (part. Jamie Principle e Zebra Katz) | 4:19    |  |
| 27.                 | "Garage Palace" (part. Little Simz)                     | 2:30    |  |
| 28.                 | "She's My Collar" (part. Kali Uchis)                    | 3:29    |  |
| 29.                 | "She's My Collar" (Kali Uchis Spanish Special)          | 2:50    |  |
| 30.                 | "Interlude: The Elephant"                               | 0:11    |  |
| 31.                 | "Hallelujah Money" (part. Benjamin Clementine)          | 4:23    |  |
| 32.                 | "Phoenix on the Hill" (part. Sidiki Diabaté)            | 3:22    |  |
| 33.                 | "We Got the Power" (part. Jehnny Beth)                  | 2:17    |  |
| 34.                 | "Tranzformer"                                           | 2:40    |  |

## Tabelas
| Paradas (2017)                                    | Melhor posição |
| ------------------------------------------------- | -------------- |
| Alemanha (Offizielle Top 100)                     | 3              |
| Austrália (ARIA Charts)                           | 4              |
| Áustria (Ö3 Austria Top 40)                       | 1              |
| Bélgica (Ultratop 50 Flandres)                    | 1              |
| Bélgica (Ultratop 40 Valônia)                     | 3              |
| Canadá (Canadian Albums Chart)                    | 2              |
| Dinamarca (Hitlisten)                             | 6              |
| Escócia (Scottish Albums Chart)                   | 1              |
| Espanha (PROMUSICAE)                              | 4              |
| Estados Unidos (Billboard 200)                    | 2              |
| Estados Unidos (Billboard Top Alternative Albums) | 1              |
| Estados Unidos (Billboard Top Rock Albums)        | 1              |
| Finlândia (IFPI)                                  | 10             |
| França (SNEP)                                     | 2              |
| Grécia (IFPI)                                     | 11             |
| Holanda (Mega Charts)                             | 6              |
| Hungria (MAHASZ)                                  | 7              |
| Irlanda (IRMA)                                    | 2              |
| Itália (FIMI)                                     | 3              |
| Japão (Oricon)                                    | 32             |
| México (AMPROFON)                                 | 3              |
| Noruega (VG-lista)                                | 4              |
| Nova Zelândia (RMNZ)                              | 3              |
| Polônia (ZPAV)                                    | 16             |
| Portugal (AFP)                                    | 3              |
| Reino Unido (UK Albums Chart)                     | 2              |
| República Tcheca (ČNS IFPI)                       | 8              |
| Suécia (Sverigetopplistan)                        | 9              |
| Suíça (Schweizer Hitparade)                       | 1              |

| Paradas (2017)                                    | Posição |
| ------------------------------------------------- | ------- |
| Austrália (ARIA Charts)                           | 76      |
| Bélgica (Ultratop 50 Flandres)                    | 33      |
| Bélgica (Ultratop 40 Valônia)                     | 62      |
| Estados Unidos (Billboard 200)                    | 139     |
| Estados Unidos (Billboard Top Alternative Albums) | 11      |
| Estados Unidos (Billboard Top Rock Albums)        | 15      |
| França (SNEP)                                     | 160     |
| Hungria (MAHASZ)                                  | 57      |
| México (AMPROFON)                                 | 52      |
| Reino Unido (UK Albums Chart)                     | 69      |
| Suíça (Schweizer Hitparade)                       | 88      |

## Certificações
| País                  | Certificação | Vendas   |
| --------------------- | ------------ | -------- |
| Canadá (Music Canada) | Ouro         | 40.000+  |
| França (SNEP)         | Ouro         | 50.000+  |
| Nova Zelândia (SNEP)  | Ouro         | 7.500+   |
| Polônia (ZPAV)        | Ouro         | 10.000+  |
| Reino Unido (BPI)     | Ouro         | 100.000+ |
| Resumo                | Vendas       | Vendas   |
| Mundo                 | 500.000      | 500.000  |